# Recherche de Montfaut
La recherche de Montfaut est la liste (ou rôle) de noms résultant d'une recherche de noblesse effectuée en Normandie à l'initiative du roi Louis XI. C'est l'une des premières recherches de la noblesse française visant nettement à exclure les usurpateurs de la noblesse française. 
Après le recouvrement du duché de Normandie en 1450, le pouvoir royal constata que de nombreux fiefs étaient passés, sous l'occupation anglaise, dans les mains de non-nobles. Même s'ils vivaient noblement, c'est-à-dire en utilisant tous les privilèges de la noblesse et en tenant leur rang, cette situation était jalousée par la noblesse authentique. Louis XI proposa dès le 19 novembre 1462, d'ériger en cours souveraines les petites cours de justice financière des généraux des aides, créés par Charles VII. Les questions d'aides (impôts indirects) et de taille (impôt direct) étaient jugées par des « élus » siégeant dans le ressort d'une élection. Les généraux devinrent souverains, pour juger en appel ou en première instance pour la noblesse.

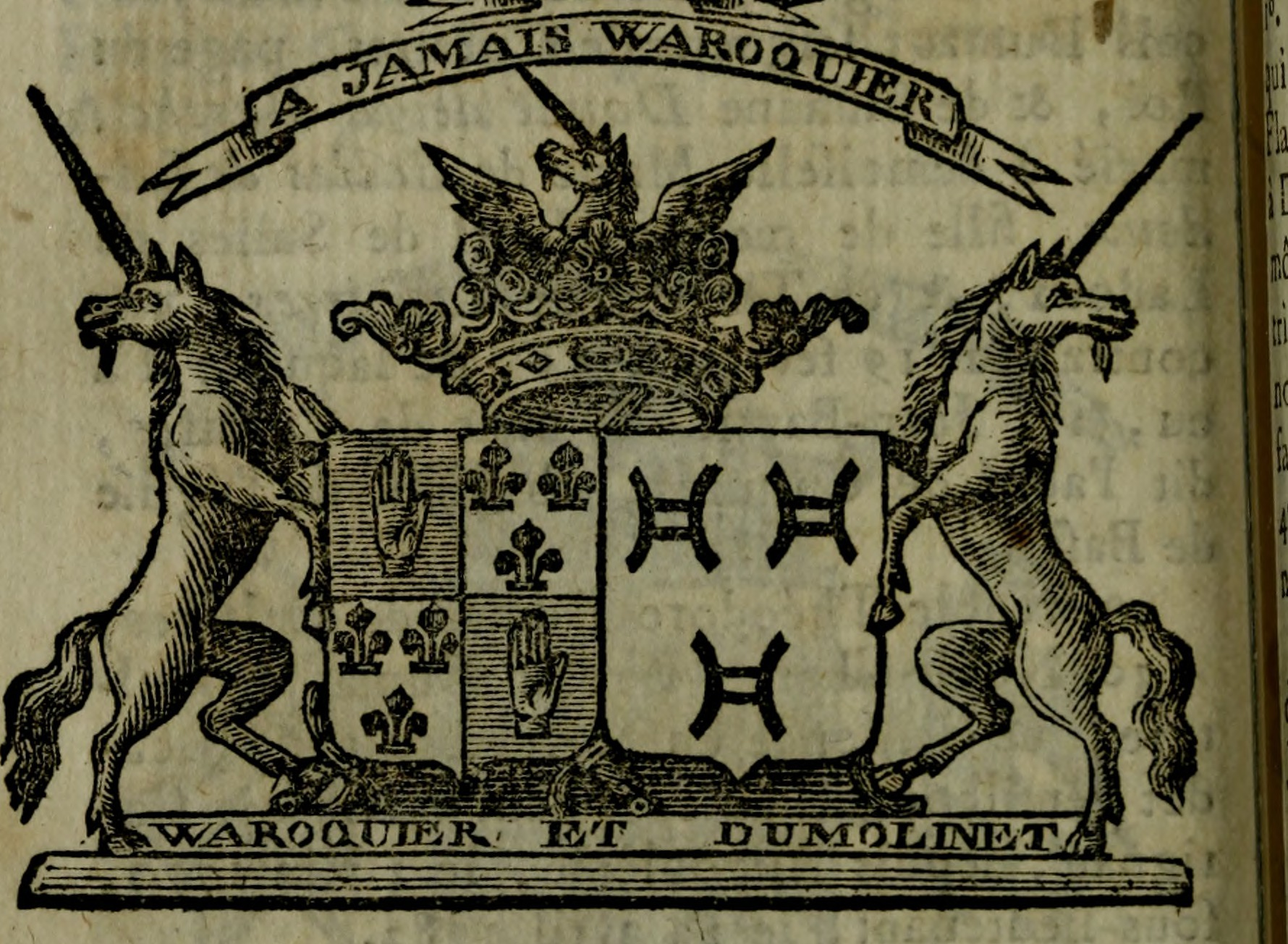
Tableau généalogique, historique de la noblesse (1786)

Pour faire la recherche de noblesse de Normandie, Louis XI désigna Raymond Montfaoucq dit « Montfaut » (de la prononciation de son nom), général des monnaies en Normandie, le 1er janvier 1464, en le chargeant de mener une commission pour trouver les usurpateurs. Cette commission siégea pour la dernière fois à Valognes le 13 février 1465, après un périple itinérant parti de Lisieux l'année précédente. Il produisit au roi un rôle que l'on connaît sous le nom de Recherche de Montfaut. Longtemps restée manuscrite, elle a été publiée en 1787 de manière incomplète, puis en 1818 par Labbey de La Roque : 
- Louis-Charles de Waroquier de Méricourt de La Mothe de Combles, comte de Waroquier, Tableau généalogique historique de la noblesse, enrichi de gravures, contenant : 1° l'état des vrais marquis, comtes, vicomtes & barons, 2°̊ les généalogies des familles, 3°̊ une table des noms de famille compris dans l'ouvrage, avec le renvoi aux auteurs qui en ont donné les généalogies, 5°̊ [″sic″ pour 4 ̊] une table alphabétique de plus de quinze mille titres originaux. Présenté au roi par M. le comte de Waroquier de Combles, officier d'infanterie, Paris, chez Nyon, 1787.
- P. Labbey de La Roque, Recherche de Montfaut contenant les noms de ceux qu'il trouva nobles et de ceux qu'il imposa à la taille, quoiqu'ils se prétendissent nobles, en l'année 1465, Caen, F. Poisson, 1818, 168 p., tables.
- Abbé Masselin, Abbé Hulmel, « La Recherche de Montfaut » dans : Revue de l'Avranchin, t. XXII (1929), t. XXIII (1930).

Les conclusions de cette commission ayant déplu a bon nombre de nobles installés, que l'occupation anglaise avait fait perdre plusieurs documents et archives[réf. nécessaire], contesta cette liste. Le roi, révoquant sa commission, déclara nulle le rôle établi par Montfaoucq. Il ne fut donc pas mis en vigueur, et ne fut pas prise en considération avant le XVIe siècle.
L'édit des francs-fiefs de 1470 modifia la situation de la noblesse normande, en accordant la noblesse à plusieurs des « usurpateurs » que Montfaoucq ne souhaitait pas maintenir comme nobles. De nouvelles recherches, de moins grande ampleur furent entreprises par le pouvoir royal à partir de 1473.
Comme elle comporte près de 1000 nobles, pour environ 300 de non nobles, cette recherche fut réutilisée à la fin du XVIe siècle, par le sieur de Roissy, pour sa recherche dans la généralité de Caen en 1598-1599. La recherche de Montfaut était devenue, par son équité reconnue, un document incontournable.